# The Five Sacred Trees
 (mars 2023).
Si vous disposez d'ouvrages ou d'articles de référence ou si vous connaissez des sites web de qualité traitant du thème abordé ici, merci de compléter l'article en donnant les références utiles à sa vérifiabilité et en les liant à la section « Notes et références ».
The Five Sacred Trees est un concerto pour basson de John Williams. Composé en 1993 pour la bassoniste Judith LeClair (en) et l'Orchestre symphonique de Londres , à l'occasion du cent-cinquantième anniversaire de l'Orchestre philharmonique de New York , il est créé le 15 avril 1995 par cet orchestre sous la direction de Kurt Masur. Les arbres sacrés appartiennent à la mythologie celtique d'après des textes de l'écrivain et poète britannique Robert Graves.

## Structure
L'œuvre est composée de cinq mouvements portant comme titre le nom d'un des arbres sacrés de la mythologie celte :
1. Eó Mugna
2. Tortan
3. Eó Rossa
4. Craeb Uisnig
5. Dathi

## Instrumentation
- Un piccolo, deux flûtes, deux hautbois, un cor anglais, deux clarinettes, une clarinette basse, deux bassons, un contrebasson, quatre cors, trois trompettes, trois trombones, un tuba, timbales, harpe, piano, célesta, cordes.
- Durée d'exécution : environ vingt six minutes.